# Панин, Виктор Петрович (1929)
Виктор Петрович Панин (род. 29 сентября 1929) — советский хоккеист, нападающий.

## Биография
Воспитанник «Трудовых резервов» Москва (футбол, хоккей с мячом). В хоккей с шайбой играл за клубные команды московских «Динамо» (1949/50 — 1950/51) и «Спартака» (1951/52, 1953/54). За команду мастеров «Спартака» выступал в первой группе чемпионата СССР (1952/53) и классе «Б» (1954/55).
В 1956 году играл за клубную команду футбольного «Спартака».